# Flugplatz Pfullendorf

i7
i11
i13
Der Flugplatz Pfullendorf (ICAO-Code: EDTP) ist ein Verkehrslandeplatz zwei Kilometer südlich von Pfullendorf im Landkreis Sigmaringen in Baden-Württemberg unmittelbar neben der Staufer-Kaserne.
Der seit 1968 öffentliche Flugplatz verfügt über eine 609 Meter lange und 30 Meter breite Start- und Landebahn aus Gras. Sie ist fast genau von Nord nach Süd ausgerichtet (01/19).

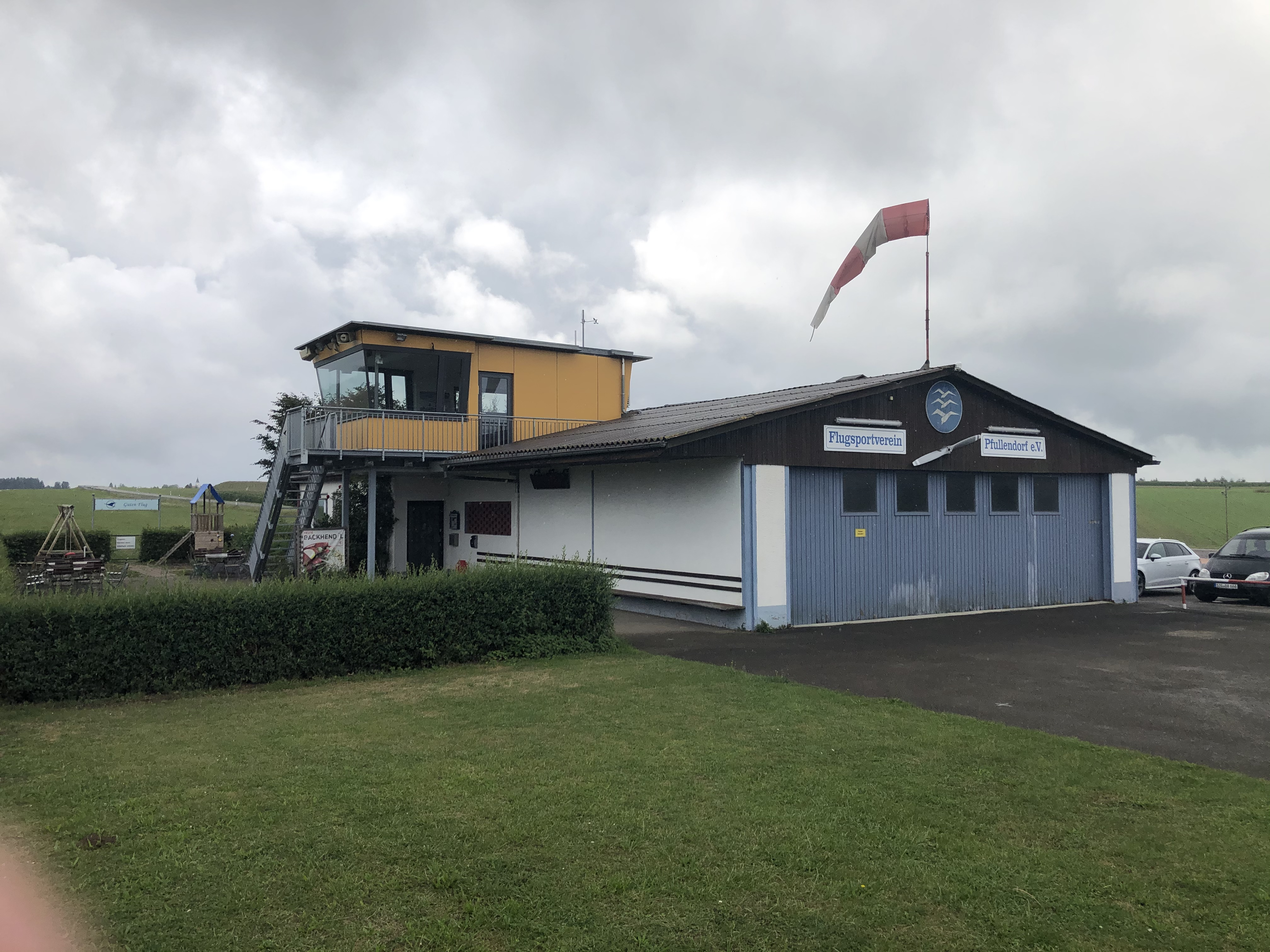
Tower
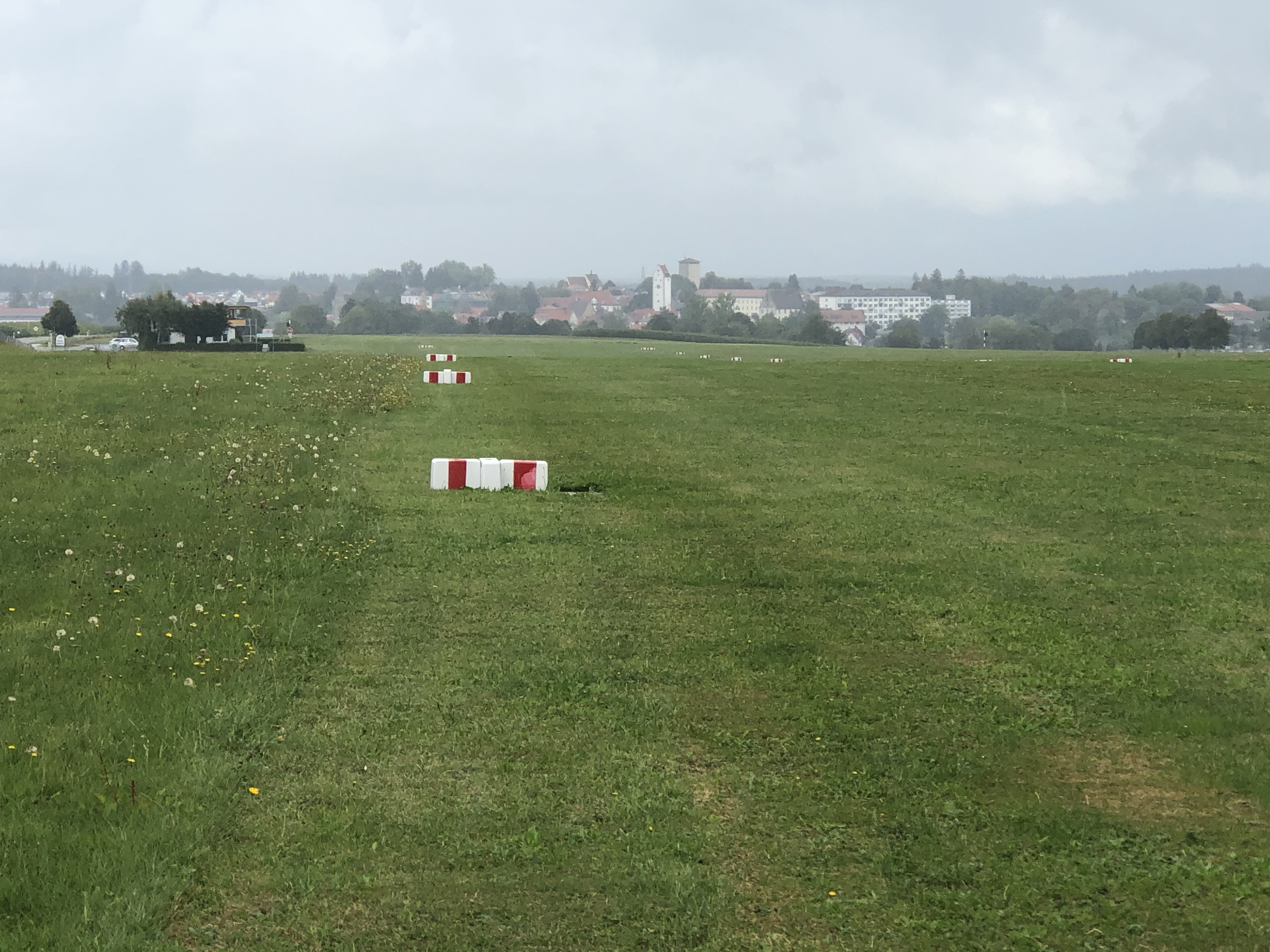
Start- und Landebahn